# Notazione di van der Waerden
La notazione di van der Waerden è una notazione matematica introdotta dal matematico e fisico Bartel Leendert van der Waerden che fa uso di spinori a due componenti (spinori di Weyl) ed è utilizzata nella teoria dei twistor e in supersimmetria.